# Abacha
Abacha (en géorgien : აბაშა) est une ville dans l’ouest de la Géorgie. Elle comptait 4 941 habitants au recensement de 2014. La ville est située à 23 mètres au-dessus du niveau de la mer, entre les rivières Abasha et Noghela. Abacha se trouve à 283 km à l’ouest de Tbilissi, la capitale du pays et à environ 60 km à l’est du port de Poti, sur la mer Noire. La ville est traversée par l’itinéraire de la route européenne 60, la reliant à l’ouest  à Senaki, puis Poti et à l’est à Samtredia, puis Tbilissi. La gare ferroviaire d’Abacha est située sur la ligne importante reliant Tbilissi à Senaki, qui se divise à partir de cette localité, en deux branches se dirigeant au-delà, l’une vers Poti, et l’autre vers le nord-ouest de la Géorgie, l’Abkhazie et le littoral russe de la mer Noire. 
Le siège de l’éparchie de Tchkondidi de l’Église orthodoxe apostolique de Géorgie est implanté à Abacha. 

## Sources
- (en) Cet article est partiellement ou en totalité issu de l’article de Wikipédia en anglais intitulé « Abasha » (voir la liste des auteurs).